# Lubomír Beneš
Lubomír Beneš (Praga, 7 de novembre de 1935 - Roztoky, 12 de setembre de 1995) va ser un director d'animació i autor txec, més conegut com a co-creador de Pat a Mat, una sèrie d'animació sobre dos veïns molt inventius però increïblement maldestres.

## Vida i carrera
Lubomír Beneš va créixer a Hloubětín, un suburbi de Praga. Quan era nen, tenia talent artístic, així que els seus pares van pagar classes privades d'art, en les quals va estudiar dibuix, pintura i escriptura.
Va començar a treballar en animació a finals de la dècada de 1950 als estudis d'animació de Krátký Film Praha. Després de guanyar un concurs va ser acceptat a l'estudi de cinema d'animació Bratři v triku després del servei militar, on es va familiaritzar amb diverses tècniques d'animació.
El 1967, es va traslladar de Bratři v triku al Jiří Trnka Studio. Allà va crear i dirigir la seva primera pel·lícula, Homo (Home) el 1969. La primera pel·lícula de titelles de Beneš, Račte prominout} (Et demano perdó), es va fer el 1974. Va dirigir més d'un centenar de curtmetratges, la majoria d'animació de titelles stop-motion, i molts d'ells per a nens. Algunes de les seves pel·lícules també utilitzaven tècniques d'animació amb retalls.
Durant les dècades de 1970 i 1980, Beneš va treballar en nombrosos projectes de televisió per als canals estatals Československá televize (ČST) Praha i ČST Bratislava. Les seves sèries d'animació més populars per a ČST van ser ... a je to! (... i ja està!) (28 episodis, 1979–1985) i Jája a Pája  (21 episodis, 1986, 1987, 1995).
Des de 1990, va treballar a l'aiF Studio, que havia fundat juntament amb el seu fill Marek, el cocreador de Pat & Mat Vladimír Jiránek i el productor Michal Podhradský. Allà, va produir i dirigir 14 nous episodis de Pat a Mat els anys 1992 i 1994, que van tenir un gran èxit i es van emetre internacionalment. Les pel·lícules d'animació fetes per aiF també es van emetre a BBC One. Beneš va dirigir, produir i escriure pel·lícules d'animació al seu estudi fins a la seva mort el 1995. El seu estudi es va declarar en fallida quatre anys després.

## Premis i premis
Les seves pel·lícules van guanyar diversos premis a l'estranger i al país. El rei i el nan (Král a skřítek) va guanyar diversos premis, entre ells la medalla de plata al millor curtmetratge al XIV Festival Internacional de Cinema Fantàstic i de Terror de Sitges, Plata al Festival Internacional de Cinema d'Odessa, i el Mikeldi de Plata a Bilbao. Gramofon de ...A je to! va guanyar el Premi a la Millor Pel·lícula Infantil al 6è festival d'Espinho (Portugal). Nerovný souboj va guanyar el premi principal al Festival Internacional de Cinema de Vancouver. Amb un somriure (S úsměvem) va guanyar el premi principal, Ballarina d'Or, a Osca.
El 38è episodi de Pat a Mat, Els ciclistes (Cyklisti), animat per Alfons Mensdorff-Pouilly, va participar al Festival de Cinema d'Animació d'Annecy" de 1993, i va ser convidat a una sèrie d'altres festivals internacionals. Cyklisti també es va incloure a la selecció "The Best of Annecy '93" de Cinémathèque Québécoise (Montreal), Museu de Belles Arts de Boston, Pacific Film Archive (Berkeley), Museum of Modern Art (Nova York) i presentat per aquestes institucions a el seu espectacle de tardor de 1993.
El 44è episodi de Pat a Mat, Els billars (Kulečník), animat per František Váša, va ser seleccionat per al Festival de Cinema d'Animació d'Annecy" de 1995, i convidat a molts altres festivals internacionals de cinema. Kulečník va guanyar dos premis a la World Animation Celebration a Agoura, Califòrnia, el març de 1997: 1r premi, Millor animació per a una sèrie de televisió diürna i 2n premi, Millor animació professional Stop Motion .

## Vida personal
Beneš vivia a Roztoky, prop de Praga. Es va casar amb la seva dona Vera Smetanova-Benesova i va tenir un fill i una filla. El seu fill Marek és l'actual director de la sèrie Pat a Mat.